# مستشار التوظيف
مستشار التوظيف هي وظيفة يقوم القائم عليها بتقديم المشورة والمدربين ويوفر المعلومات ويدعم الأشخاص الذين يخططون ويسعون ويديرون حياتهم المهنية وحياتهم و اتجاه العمل. تقليديًا، يساعد مستشارو التوظيف عملائهم في التعامل مع القرارات المهنية المتعلقة بالاختيار أو التغييرات أو التكيف مع العمل.

## ظروف العمل
يركز مستشارو التوظيف بشكل عام على اكتساب العمل، والحصول فعليًا على وظيفة، وهي النتيجة المرجوة للتطوير الوظيفي وعملية التدريب والتعليم. إنهم يعملون في المكاتب الحكومية)، والمنظمات المجتمعية، للأعمال الربحية وغير الربحية التي تشارك في مساعدة الأشخاص في العثور على وظائف. الراتب وظروف العمل متنوعة للغاية. تتمتع استشارات التوظيف بجذورها التاريخية مع وزارة العمل الأمريكية. قد يعمل محترفو التطوير الوظيفي في مجموعة متنوعة من الإعدادات ولكنهم يعملون عادةً في المكاتب حيث يمكنهم إجراء مقابلات خاصة مع العملاء وفي الفصول الدراسية أو قاعات الاجتماعات حيث يُجرون جلسات جماعية. اعتمادًا على المنظمة، قد تشمل ساعات عملهم بعض الأعمال المسائية وعطلة نهاية الأسبوع.

## المتطلبات التعليمية
يتمتع معظم المتخصصين في التطوير الوظيفي بتعليم ما بعد الثانوي في تخصص ذي صلة مثل علم النفس أو التعليم أو العمل الاجتماعي أو تنمية الموارد البشرية. يبحث أصحاب العمل بشكل متزايد عن المتقدمين الحاصلين على شهادة أو دبلوم أو شهادة علمية في التطوير الوظيفي، أو مزيج معادل من التعليم والخبرة.

## أنظر أيضا
- Enneagram الشخصية
- البحث عن وظيفة
- مؤشر نوع مايرز بريجز
- علم نفس الشخصية